# World War II: When Lions Roared

World War II: When Lions Roared est une mini-série américaine diffusée pour la première fois sur NBC le 19 avril 1994. Elle met en vedette Michael Caine, Bob Hoskins et John Lithgow dans le rôle des dirigeants soviétique, britannique et américain lors de la Seconde Guerre mondiale.

## Synopsis
Cette mini-série raconte l'histoire des relations qu'ont eu Winston Churchill, Franklin Delano Roosevelt et Joseph Staline pendant la Seconde Guerre mondiale. Elle met surtout l'emphase sur la conférence de Téhéran de 1943 ainsi que sur celle de Yalta de 1945.

## Fiche technique
- Titre : World War II: When Lions Roared
- Autre titre : Then There Were Giants
- Titre francophone : Hommes de pouvoir (Québec)
- Réalisation : Joseph Sargent
- Photographie : John A. Alonzo
- Montage : John A. Martinelli
- Musique : John Morris
- Décors : James L. Schoppe
- Production : David W. Rintels
- Société de production : Gideon Productions
- Société de distribution : NBC
- Pays :  États-Unis
- Durée : 194 minutes et 115 minutes (Version DVD)
- Format : Couleur
- Langue : Anglais

## Distribution
- Michael Caine : Joseph Staline
- Bob Hoskins : Winston Churchill
- John Lithgow : Franklin Delano Roosevelt
- Ed Begley Jr. : Harry Hopkins
- Jan Triska : Viatcheslav Molotov

## Récompenses
World War II: When Lions Roared a remporté un Emmy Award en 1994:
- Emmy du meilleur éclairage (Achievment Lighting Direction) : Rod Yamane

Il a été nommé pour quatre autres Emmy la même année:
- Emmy de la meilleure photographie : John A. Alonzo
- Emmy des meilleurs costumes : Jennifer L. Parsons
- Emmy du meilleur montage : John A. Martinelli
- Emmy du meilleur acteur : Michael Caine
- Emmy de la meilleure mini-série

## Autour du film
- La mini-série a été tournée à Prague en République tchèque.